# Minkindustri i Danmark
Det danske minkerhver producerede indtil aflivningen af alle mink i 2020 ca. 40% af verdens skind, den største producent i verdenen. Pels- og minkskind var den Danmarks tredje største landbrugseksportvarer af animalsk oprindelse med en årlig eksportværdi på knap 500 mio. euro.
Kopenhagen Fur i København var inden november 2020 verdens største pelsauktionshus. Årligt solgte det omkring 14 mio. danske minkskind produceret af 2.000 danske pelsdyravlere samt syv mio. udenlandsk produceret skind. Auktionshuset afholdte sin sidste auktion den 6. juni 2024.
Mink fremstillet i Danmark ansås for værende af den fineste i verden, og blev rangeret efter karakter, hvor det bedste var Saga Royal, efterfulgt af Saga, Kvalitet 1 og Kvalitet 2. I november 2020 konstateredes en muteret variant af COVID-19 kendt som cluster 5 blandt mink, hvilket medførte, at den danske regering beordrede aflivningen af samtlige 17 millioner mink i landet, hvormed minkerhvervet ophørte. Siden 1. januar 2023 har det atter været lovligt at holde mink i Danmark.

## Historie
Amerikansk mink (Neogale vison) blev introduceret som et avlsdyr i Danmark i midt 1920'erne – Europæisk mink (Mustela lutreola) er aldrig blevet registreret i Danmark. Ved midt 1980'erne, var Danmark den anden største minkproducent, bagved USA. I 1983, producerede landet 8,3 millioner skind svarende til 22 % af verdensproduktionen, og i 2002 producerede det 12,2 millioner skind, udgørende knap 40 % af verdensproduktionen.